# За закрытыми дверями
«За закры́тыми дверя́ми» (фр. Huis clos — варианты названия: «За запертой дверью», «Взаперти», «Нет выхода») — одноактная пьеса Жана-Поля Сартра (1943). Впервые поставленная в театре «Вьё Коломбье» в 1944 году, является одной из самых репертуарных пьес Сартра.

## Сюжет
Журналист Гарсен, богачка Эстель и почтовая служащая Инес попадают после смерти в закрытое помещение — Ад. При жизни Гарсен издевался над своей женой в течение пяти лет, и в решающих ситуациях вёл себя как трус; лесбиянка-интеллектуалка Инес отбила у своего кузена его подругу, — тот попал под трамвай, а девушка от отчаянья отравила газом себя и Инес; обольстительная Эстель убила своего ребёнка и довела до смерти возлюбленного, многие годы изменяя своему мужу, за которого вышла ради денег. При этом никто из них ни о чём не жалеет. Все трое осознают, что находятся в Аду, и готовятся к худшему, но ожидаемые ими пытки и физические страдания не ощутимы, — только лёгкая жара. Каждый пытается выведать у других, за что они здесь оказались, при этом старается скрыть правду о себе. Очень скоро герои начинают понимать, что адские мучения как раз и заключаются в этой взаимной лжи. Они не могут ни уйти друг от друга, ни убить друг друга, так как уже мертвы. И эта «пытка ближним» будет длиться вечно…
Пьеса состоит всего из одного действия, для неё требуется только одна декорация. В пьесе четыре персонажа, один из которых, Коридорный, появляется только в нескольких эпизодах. Действие происходит в замкнутом пространстве — в гостиной без окон и зеркал. Достаточно скоро выясняется, что этот «номер» расположен в аду. Поочерёдно Коридорный приводит в него трёх персонажей. Все они на какое-то время остаются способны видеть происходящее на земле. Только когда события, связанные с их смертью, становятся исчерпанными, они теряют такую способность.
Первым появляется Гарсен, затем Инес, затем Эстель. Поначалу Гарсен воспринимается почти как комическая фигура: то пытается выяснить, где здесь жаровня и кол, то почему отняли зубную щётку. Но по ходу действия пьесы, когда персонажи узнают о земном прошлом друг друга, образ героя прорисовывается в других красках. У Гарсена, как и у обеих дам, — два существования. Застывшее навсегда в прошлом земное и нынешнее, загробное, в котором они существуют только друг для друга и для Коридорного. Гарсен не может никак изменить своего земного существования: «адское» положение потому и уникально, что оно ставит персонажей в ситуацию несвободы, которая, по Сартру, возможна лишь в том случае, когда человека нет. Герои «есть» (в загробном мире), но с другой стороны, их «нет» (в человеческом мире). Они остаются существовать в качестве «бытия-для-себя», но утратили возможность через Ситуацию совершать свободный выбор: это положение, когда осталось только понять мотивы и определить лицо истории собственной жизни. А у Гарсена оно оказывается неприглядным: выясняется, что он жестоко издевался над своей кроткой женой, и та пыталась покончить с собой; он выпускал пацифистскую газету, но когда его страна начала реальные боевые действия, попытался бежать, был пойман и расстрелян. Инес ставит на нём клеймо: «Трус!», — и теперь его загробное существование имеет цель доказать ей, что это не так. Но он и сам не может объяснить, чем обусловлен этот «обморок свободы» — попытка побега, которая привела к столь бесславному финалу. Здесь и становится очевиден конфликт между волей к утверждением свободы даже через смерть и бегством от неё, которое также приводит к смерти, но делает прожитую жизнь абсолютно бессмысленной. Герои становятся связаны между собой, и даже когда у Гарсена появляется возможность выйти в коридор, он остаётся. В этом мире тоже оказывается возможным выбор, но он не в силах как-то повлиять на уже состоявшуюся жизнь, в которой все три героя проявили себя не лучшим образом, а теперь являются друг другу судьями.
Эстель не хочет признаваться в совершённом — она убила своего ребёнка, рождённого от любовника, и тот тоже покончил с собой, — ей хочется представить, что все они попали сюда «по ошибке», а свои воспоминания она гонит прочь. Чтобы забыться, ей нужен мужчина, но наладить любовные отношения с Гарсеном не удаётся потому, что им не избавиться от присутствия Инес. Инес, в свою очередь, предлагает любовь Эстель, но та её отвергает. Оказывается, что все персонажи крепко связаны друг с другом, понимают ловкость адской канцелярии, которая подстроила всё это. Действие пьесы вертится вокруг того, что в жизни, уже прожитой в прошлом, персонажи не смогли осуществить собственную свободу, а осознание необратимости этого — и есть, по Сартру, адское мучение.

## Границы интерпретации
Пьеса является программной для творчества Жан-Поля Сартра и французского экзистенциализма.
В первой, журнальной публикации имела заголовок «Другие».
Чаще всего пьеса рассматривалась как иллюстрация тезиса «Ад — это другие», а её содержание сводилось к «проповеди человеконенавистничества»: Ад — это не пытки, жаровни, ухмыляющиеся черти, — Ад — это сами люди, охотно становящиеся самыми изощренными и изобретательными палачами своих соседей. Однако, как справедливо указывал С. Великовский, вопреки расхожему мнению, «Ад — это другие» — это всего лишь реплика, вложена она в уста абсолютно конкретного персонажа и отнюдь не является сартровской категорией. Трое персонажей, которые находятся в этом «аду», вовсе не являются моделью социума как такового.
Персонажи мучаются оттого, что в их прошлом присутствует нечто (ошибка, подлость, предательство, разврат, издевательство), чего уже не изменить, — они уже не «проект», будущее для них закрыто. Они пытаются избежать осознания неприятных фактов, но благодаря присутствию рядом Других, это оказывается невозможным. Именно через Другого человек может узнавать себя, взгляды других дарят ему собственное отражение — в какой-то момент Инес буквально предлагает Эстель «стать её зеркалом». В книге Сартра «Бытие и ничто» одна из четырёх частей называется — «Для другого».

## Адаптации

### Театральные постановки
- 1944 — Первая постановка «Huis clos». Премьера состоялась 10 июня 1944 года в парижском театре «Вьё Коломбье». Режиссёр — Раймон Руло. Сценография: Макс Дуи. Исполнители: Таня Балашова, Габи Сильвия, Мишель Витольд[фр.], Рене-Жак Шоффар[фр.].
- 1946 — «Vicious circle» / «Порочный круг».[2] С 16 июля по 11 августа 1946 года в лондонском театре «Arts Theatre Club» Постановка: Питер Брук. Сценография: Джерард Рольф. Художник по костюмам: Матильда Этчес. Исполнители: Беатрис Леманн[англ.], Бетти Энн Дэвис[англ.], Алек Гиннесс, Дональд Плезенс.

### Опера
- В 2007 году американский композитор Энди Ворес[англ.] написал по пьесе одноактную камерную оперу «No Exit». Мировая премьера состоялась 25 апреля 2008 года. Исполнена труппой «Guerilla Opera» в резиденции Бостонской консерватории[англ.] в небольшом театре «The Zack Box»[3].
- В октябре 2009 года опера Вореса была представлена в чикагской «Opera Vanguard» в сотрудничестве «Center on Halsted and Praxis Productions».[4]

### Экранизации
- 1954 — Huis clos / За запертой дверью — французский кинофильм Жаклин Одри / Jacqueline Audry
- 1959 — Geschlossene Gesellschaft — западно-германский телефильм Ханса Швайкарта / Hans Schweikart
- 1962 — No Exit — американо-аргентинский фильм Теда Данилевского / Tad Danielewski
- 1964 — In Camera — английский телефильм Филипа Савилла / Philip Savillei
- 1965 — Huis clos — французский телефильм Мишеля Митрани / Michel Mitrani
- 1966 — Geschlossene Gesellschaft — западно-германский телефильм Франца Петера Вирта / Franz Peter Wirth
- 2005 — Huis clos — французский телефильм Жана-Луи Лоренци / Jean-Louis Lorenzi
- 2006 — No Exit — американский короткометражный фильм Этьена Каллоса / Etienne Kallos

### Постановки в России
- 1988 — «Ад» («За закрытыми дверями») Новосибирского городского драматического театра под руководством С. Афанасьева. Режиссёр Владимир Пучков. В ролях: Павел Харин, Зоя Терехова, Ирина Денисова, Вадим Воробьёв.
- 1991 — радиоспектакль «За закрытыми дверями» для передачи «Театр у микрофона» Всесоюзного радио[5]. Перевод пьесы: Лидия Каменская. Режиссёр: Анатолий Юнников. Литературный редактор: Владимир Короткий. Роли исполняли: Инес — Ирина Акулова, Эстель — Лариса Наумкина, Гарсен — Олег Вавилов, Коридорный — Сергей Назимов.
- 1995 — «Ад — это другие»[6]. Концептуальный спектакль по пьесам «Недоразумение» Камю и «За закрытой дверью» Сартра Московский Театр на Юго-Западе. Режиссёр Валерий Белякович. Перевод Валерии Новодворской. В ролях: Марта — Надежда Бадакова, Мать — Людмила Долгорукова, Ян — Александр Наумов, Мария — Галина Галкина, Слуга — Валерий Долженков, Гарсен — Александр Наумов, Инес — Надежда Бадакова, Эстель — Галина Галкина, Коридорный — Валерий Долженков
- 1998 — «За закрытой дверью» Московского театра «Игроки»[7]. Перевод пьесы: Мария Беляева. Постановка Александра Мохова. Режиссёр: Рудольф Саркисов. Композитор: Сергей Шустицкий. В ролях: Ирина Алфёрова (Эстель), Андрей Соколов (Гарсен), Елена Медведева (Инес), Рудольф Саркисов (Коридорный).
- 2005 — «За закрытыми дверями» театра «Лаб» (Санкт-Петербург)[8]. Режиссёр: Йохан Ботт. В ролях: Ольга Хорева, Павел Басов, Оксана Семёнова, Екатерина Гороховская, Олег Абалян.
- 2010 — антреприза «ТриАда» (затем название изменено на «Другие»)[9]. Режиссёр: Яков Ломкин. В ролях: Елена Бирюкова / Агриппина Стеклова, Максим Аверин / Артём Осипов, Марьяна Спивак, Дмитрий Мирон.
- 2011 — «Другие» Актёрской лаборатории Игоря Афончикова[10]. Постановка и сценография: Игорь Афончиков. Хореография: Сергей Назаров. В ролях: Дарья Иконникова, Дарья Валова, Михаил Медведев, Артём Мурадов.
- 2013 — «REDROOM». Режиссёр-постановщик Наиля Набиуллина. В ролях: Вадим Чибисов, Инесса Яковлева, Ольга Порублева, Яна Науменко, Валерия Кашенкова.
- 2014 — «За закрытыми дверями». (г. Ставрополь. СККИ). Режиссёры-постановщики: М. В. Колодка, В. В. Белясов. В ролях: Гарсен — С. Арутюнян, Эстель — А. Филина, Инес — А. Саклакова, Коридорный — М. Такмаков.
- 2015 — «За закрытыми дверями» (Саратов, Театр «Грани»). Режиссёр-постановщик Ия Воробьёва[11]. В ролях: Арсен — Даниил Бастылев, Инес — Анастасия Белоусова (Софья Волоцкая), Эстель — Татьяна Рузымуратова, Коридорный — Алексей Алилуев.
- 2015 — «За закрытыми дверями»[12], Московский Театр на Юго-Западе. Постановка Наталия Бухальцева. В ролях: Гарсен — Сергей Бородинов, Эстель — Елена Шестовская, Инес -Любовь Ярлыкова, Коридорный — Анастасия Шестовская. Премьера 28.11.2015.
- 2016 — «Дело Сартра», режиссёр Елена Русина-Рок. Постановка осуществлена на петербургской театральной Площадке Скороход в рамках продюсерского проекта MADE IN SKOROHOD. В ролях: Дмитрий Давыдов, Антон Леонов, Максим Пахомов, Анастасия Перепелицина, Елена Русина-Рок, Юлия Тикко, Софья Горелик.
- 2016 — «За закрытыми дверями» (Москва, Мастерская В. П. Поглазова и Ю. Ю. Авшаровой). В ролях: Инес — Айсель Бабанова, Эстель — Алиса Супрун, Гарсен — Александр Поляк, Коридорный — Вера Тер-Габриэлян.
- 2017 — «Huis clos» (Хабаровск, Учебный театр ХГИК). Режиссёр-постановщик Фурманов Артур. В ролях: Гарсен — Даниил Степанов, Инес — Алина Каргова, Эстель — Екатерина Архимова, Коридорный — Руслан Колмыков, жена Гарсена — Анастасия Бартель, Флоранс — Алина Журкина, Пьер — Артур Фурманов, Ольга — Дарья Фурманова[13].
- 2017 — «За закрытыми дверями», театр «Лаборатория N», г. Москва. Режиссёр — Ольга Меньшикова. В ролях: Гарсен — Дмитрий Киселёв, Илья Янцев, Инес — Надежда Есипова, Элеонора Мельберг, Эстель — Алёна Ким, Коридорный — Ростислав Русаков, Елена Волохина.
- 2018 — «За закрытыми дверями» (Керчь, КДК «Корабел»). Режиссёр Евгений Яковлев. В ролях: Гарсен — Евгений Олейников, Инес — Марина Данилова, Эстель — Эльзара Шинкаренко, Коридорный — Евгений Яковлев.
- 2019 — «За закрытыми дверями» (Учебный театр ВГИК). Мастерская В. П. Фокина. Режиссёр Родион Барышев. В ролях: Гарсен — Евгений Волков, Инес — Ирина Рура, Эстель — Анастасия Марченко, Коридорный — Евгений Медведев.
- 2019 — «За закрытыми дверями» (Театр классического иммерсива «Бункер»). Режиссёр Инна Дунина. В ролях: Алиса Гончаренко, Виктория Черненко, Евгений Терентьев, Олеся Олешина
- 2022 — Психоделический неонуар-абсурд с элементами черной комедии «Отель для иных» («За закрытыми дверями»). Молодёжный театр «Подмостки»[14] г. Екатеринбург. Режиссёр-постановщик — Андрей Шадрин, режиссёр-хореограф — Полина Попова, сценограф — Валерия Щинникова. В ролях: Инес — Дина Барышникова, Гарсен — Григорий Куклинский, Эстель — Полина Попова, Коридорные — Полина Курицына, Валерия Щинникова.